# Boliscus tuberculatus
Boliscus tuberculatus là một loài nhện trong họ Thomisidae.
Loài này thuộc chi Boliscus. Boliscus tuberculatus được Eugène Simon miêu tả năm 1886.

## Hình ảnh

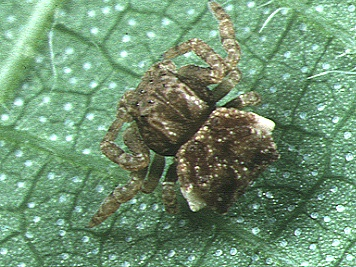